# کیچی (جبل)
کیچی (جبل) روستایی در دهستان جبل بخش تودشک شهرستان کوهپایه استان اصفهان ایران است.

## جمعیت
بر پایه سرشماری عمومی نفوس و مسکن در سال ۱۳۹۵ جمعیت این روستا ۹۲ نفر (۳۴خانوار) بوده‌است.